# Смит, Тоби
Тоби Смит (англ. Toby Smith, род. 10 октября 1988 года в Кируэне) — австралийский регбист, выступавший на позиции пропа. Известен по играм за команды Супер Регби «Чифс», «Мельбурн Ребелс» и «Веллингтон Харрикейнз», а также за сборную Австралии, с которой стал серебряным призёром чемпионата мира 2015 года.

## Игровая карьера

### Клубная
Родился в Кируэне, вырос в новозеландском Гамильтоне. Начинал свою регбийную карьеру в Новой Зеландии, выступая за клуб «Уаикато» в Кубке ITM с 2008 года. С 2010 по 2013 годы он выступал за новозеландский клуб «Чифс», выиграв с командой два титула подряд чемпионат Супер Регби в 2012 и 2013 годах. В 2014 году он стал игроком мельбурнских клубов «Ребелс» (Супер Регби) и «Райзинг» (Национальный регбийный чемпионат), в 2018 году вернулся в Новую Зеландию, где играл за «Харрикейнз». В конце сезона 2019 года он принял решение завершить карьеру из-за последствий сотрясения мозга, сыграв итого 108 встреч в Супер Регби.

### В сборной
В 2008 году Смит провёл три игры за молодёжную сборную Новой Зеландии. Однако, будучи австралийцем по происхождению, он мог представлять и сборную Австралии: после перехода в австралийские клубы он получил легальное право на это. В 2015 году он был вызван в сборную перед Чемпионатом регби, а затем включён в заявку из 31 игрока на чемпионат мира в Англии. Дебют Тоби состоялся 5 сентября в контрольном матче против сборной США. Всего он сыграл два матча на чемпионате мира: против Уругвая на групповом этапе и против Аргентины в полуфинале. Команда стала серебряным призёром чемпионата мира.

## Статистика в Супер Регби
| Сезон | Команда         | Игры | В стартовом составе | На замену | Минуты | Попытки | Реализации | Штрафные | Дроп-голы | Очки | ЖК | КК |
| ----- | --------------- | ---- | ------------------- | --------- | ------ | ------- | ---------- | -------- | --------- | ---- | -- | -- |
| 2010  | Чифс            | 6    | 3                   | 3         | 273    | 1       | 0          | 0        | 0         | 5    | 0  | 0  |
| 2011  | Чифс            | 12   | 7                   | 5         | 517    | 1       | 0          | 0        | 0         | 5    | 0  | 0  |
| 2012  | Чифс            | 8    | 4                   | 4         | 384    | 1       | 0          | 0        | 0         | 5    | 0  | 0  |
| 2013  | Чифс            | 11   | 8                   | 3         | 680    | 0       | 0          | 0        | 0         | 0    | 0  | 0  |
| 2014  | Мельбурн Ребелс | 13   | 12                  | 1         | 757    | 0       | 0          | 0        | 0         | 0    | 0  | 0  |
| 2015  | Мельбурн Ребелс | 15   | 15                  | 0         | 1054   | 1       | 0          | 0        | 0         | 5    | 0  | 0  |
| 2016  | Мельбурн Ребелс | 14   | 14                  | 0         | 966    | 1       | 0          | 0        | 0         | 5    | 0  | 0  |
| 2017  | Мельбурн Ребелс | 8    | 7                   | 1         | 498    | 1       | 0          | 0        | 0         | 5    | 0  | 0  |
| 2018  | Харрикейнз      | 13   | 13                  | 0         | 705    | 0       | 0          | 0        | 0         | 0    | 0  | 0  |
| 2019  | Харрикейнз      | 8    | 7                   | 1         | 427    | 0       | 0          | 0        | 0         | 0    | 0  | 0  |
| Итого | Итого           | 108  | 70                  | 18        | 6261   | 6       | 0          | 0        | 0         | 30   | 0  | 0  |

## После игровой карьеры
В 2020 году Тоби Смит окончил Королевский полицейский колледж Новой Зеландии, став сотрудником полиции Веллингтона. Прежде он участвовал в волонтёрской деятельности, работая в Самоа в рамках программы по предотвращению насилия в семье.